# Neriene marginella
Neriene marginella là một loài nhện trong họ Linyphiidae.
Loài này thuộc chi Neriene. Neriene marginella được Ryoji Oi miêu tả năm 1960.